# رافاييل أوروزكو (عازف بيانو)
رافاييل أوروزكو (بالإسبانية: Rafael Orozco Flores)‏ هو عازف بيانو إسباني، ولد في 24 يناير 1946 في قرطبة في إسبانيا، وتوفي في 24 أبريل 1996 في روما في إيطاليا بسبب إيدز.

## وصلات خارجية
- رافاييل أوروزكو على موقع IMDb (الإنجليزية)
- رافاييل أوروزكو على موقع ميوزك برينز (الإنجليزية)
- رافاييل أوروزكو على موقع ديسكوغز (الإنجليزية)